# Джеронимо Стилтон
Джеронимо Стилтон (Geronimo Stilton) — серия комиксов и детских книг, объединённых общим героем — мышонком-любителем приключений и одновременно псевдоним автора книг, итальянской писательницы Элизабетты Дами, совладелицы издательства Piemme. На итальянском языке серия публикуется с 2000 г.
На русском языке серия публикуется Рипол Классик На старых изданиях авторское право указано на псевдоним, на новых — на подлинное имя автора. Книги предназначены для читателей младшего и среднего школьного возраста. Также права на издание книг на английском языке приобрело издательство Papercutz, причём некоторые имена в их издании переведены иначе.

## Основные персонажи
Главный герой, Джеронимо Стилтон — говорящая мышь, живующая в городе Нью-Маус-Сити на Мышином острове. Он работает журналистом и издателем «Газеты грызунов онлайн», автор множества бестселлеров и книг о приключениях «Джеронимо Стилтона», но несмотря на известность — скромен и стеснителен по характеру, особенно в присутствии прекрасных дам и своего нагловатого кузена. В фамилии главного героя обыгрывается популярный сорт сыра «Стилтон». Родственники против его собственного желания нередко втягивают его в приключения в самых разных странах мира, однако в приключениях он раскрывает в себе множество способностей и выпутывается из немыслимых ситуаций. При этом Джеронимо боится летать на самолётах, плавать на кораблях, а также боится насекомых.
Тея Стилтон — самая младшая из сестёр Джеронимо, делающая успешную карьеру, и в то же время — профессиональная сердцеедка. Специальный корреспондент «Газеты грызунов», которую редактирует её брат, талантливый фотограф-папарацци, она готова немедленно ввязаться в рискованное приключение, из которых неизменно возвращается с сенсационными фотографиями и статьями. Ездит на мотоцикле, водит самолёт, любит гоночные автомобили, сертифицированная парашютистка, обладательница чёрного пояса по карате, преподаватель курса выживания. В то же время — модница, умеет и любит производить впечатление на других. От имени Теи Стилтон издаётся собственная серия книг.
Зед (Трэп) Стилтон — нагловатый, навязчивый и неряшливый кузен Джеронимо. Вечно приходит к нему без спроса и съедает все его продукты, поскольку никогда не жалуется на отсутствие аппетита. Зед считает себя хорошим поваром, но Джеронимо думает иначе. Шумный и бесцеремонный, всегда хочет денег. Всегда поступает так, чтобы Джеронимо делал за него всю работу, постоянно втягивает его в авантюры, в которых Джеронимо не хотел участвовать. В то же время, у Зеда есть друзья во всём Нью-Маус-Сити. Владеет магазином под названием «Cheap Junk for Less», живёт в старом вагоне поезда «Восточный экспресс» (упоминается в 32-й книге, «Долина гигантских скелетов», как весьма фешенебельное место).
Бенджамин Стилтон — любимец Джеронимо, его 9-летний племянник. Милый и воспитанный мальчик. Его школьную учительницу зовут «Мисс Ангельские Лапки», а его лучшие друзья — Сакура и Оливер. Он очень любопытен и предприимчив. Во время путешествий он постоянно делает заметки в своём блокноте. Мечтает работать вместе со своим дядей и стать в будущем успешным журналистом. Бенджамин много играет со своим гаджетом и частенько выручает своего дядю от всяких опасностей. Любимец Джеронимо и единственный, кто умеет его уговорить, если тот упирается.
Петуния Милые Лапки (в итальянской версии — Пэтти Спринг) — подруга Джеронимо, любительница природы. Ведёт телепередачу. Без ума от Джеронимо, но боится сама себе в этом признаться. Вместе со своим братом Вольфгангом защищает природу.
Багси-Вагси (в итальянской версии Пандора Воз) — любимая племянница Петунии, влюблена в Бенджамина.
Эркюль Пуарэт (в итальянской версии Фикканазо Сквитт) — друг Джеронимо, любитель всего таинственного. Считается мастером маскировки. Один из многочисленных воздыхателей Теи, сестры Джеронимо. Имя является гибридом имени детектива Эркюля Пуаро из произведений Агаты Кристи и англ. rat, «крыса».

## Мультсериал
Итальянское телевидение выпустило 26-серийный мультсериал, который дебютировал в Бельгии и Нидерландах 21 сентября 2009 г.

## Комиксы на Украине
Издательство «Ирбис Комиксы» издало на украинском первых три книги из серии комиксов с Джеронимо Стилтоном об известных персонажах и важных событиях в истории человечества.
В первой книге-комиксе приключений Джеронимо Стилтона «Открытие Америки» главные герои переносятся во времена Христофора Колумба вслед за котами-пиратами, которые хотят присвоить себе честь открытия Америки и её богатства. Джеронимо и его друзей ждет долгое и нелегкое путешествие вместе с экспедицией Колумба.
Две последующие, уже изданные книги — это «Тайна Сфинкса» и «Мошенники в Колизее». Четвёртая книга, которая готовится к печати — «По следам Марко Поло».
В каждом комиксе преподносятся исторические факты, таким образом читатель не только погружается в захватывающий сюжет, но и узнает много интересного из истории мира.
Портал «Читомо», включив серию Джеронимо Стилтона в свой обзор, подчеркнул, что, к сожалению, таких проектов очень мало на Украине.